# McCarthy (Alaska)
McCarthy es un lugar designado por el censo ubicado en el Área censal de Valdez–Cordova en el estado estadounidense de Alaska. En el Censo de 2020 tenía una población de 107 habitantes y una densidad poblacional de 0,28 personas por km².

## Geografía
McCarthy se encuentra en las coordenadas 61°27′6″N 142°51′28″O / 61.45167, -142.85778. Según la Oficina del Censo de los Estados Unidos, McCarthy tiene una superficie total de 387.15 km², de la cual 387.15 km² corresponden a tierra firme y (0%) 0 km² es agua.

## Demografía
Según el censo de 2010, había 28 personas residiendo en McCarthy. La densidad de población era de 0,07 hab./km². De los 28 habitantes, McCarthy estaba compuesto por el 96.43% blancos, el 0% eran afroamericanos, el 0% eran amerindios, el 0% eran asiáticos, el 0% eran isleños del Pacífico, el 0% eran de otras razas y el 3.57% pertenecían a dos o más razas. Del total de la población el 0% eran hispanos o latinos de cualquier raza.

## Localidades adyacentes
El siguiente diagrama muestra a las localidades más próximas a McCarthy.